# Ресио, Фернандо
Фернандо Ресио Коми (исп. Fernando Recio Comí; 17 декабря 1982, Барселона, Испания) — гонконгский футболист, защитник. Выступал за сборную Гонконга.

## Биография

### Клубная карьера
Уроженец Барселоны Фернандо Ресио играл в футбол с 2003 года. Был игроком любительских команд «Рапитенса», «Ампоста» и «Тортоса», за которые выступал в шестом, пятом и четвёртом испанских дивизионах. Летом 2010 года вместе с группой испанских футболистов подписал контракт с клубом чемпионата Гонконга «Китчи». В составе «Китчи» выступал в течение 9 лет (с перерывом на сезон 2016/17), 5 раз стал чемпиона Гонконга и столько же раз выиграл национальный кубок. В мае 2019 года, после победы в финале Кубка Гонконга 2018/19 было объявлено, что Ресио покидает клуб.

### Карьера в сборной
В 2017 году, после 7 лет выступления в чемпионате Гонконга, Ресио получил местный паспорт и 5 октября 2017 года дебютировал за сборную Гонконга в товарищеском матче со сборной Лаоса. Интересно, что в этом же матче за сборную Гонконга дебютировали два других испанца и одноклубника Ресио Дани Кансела и Хорди Таррес.
Всего провёл за сборную Гонконга 4 матча и в 2018 году уже не вызывался в национальную команду.

## Достижения
«Китчи»
- Чемпион Гонконга (5): 2010/2011, 2011/2012, 2013/2014, 2014/2015, 2017/2018
- Обладатель Кубка Гонконга (5): 2011/2012, 2012/2013, 2014/2015, 2017/2018, 2018/2019